# Usine Stellantis de Melfi

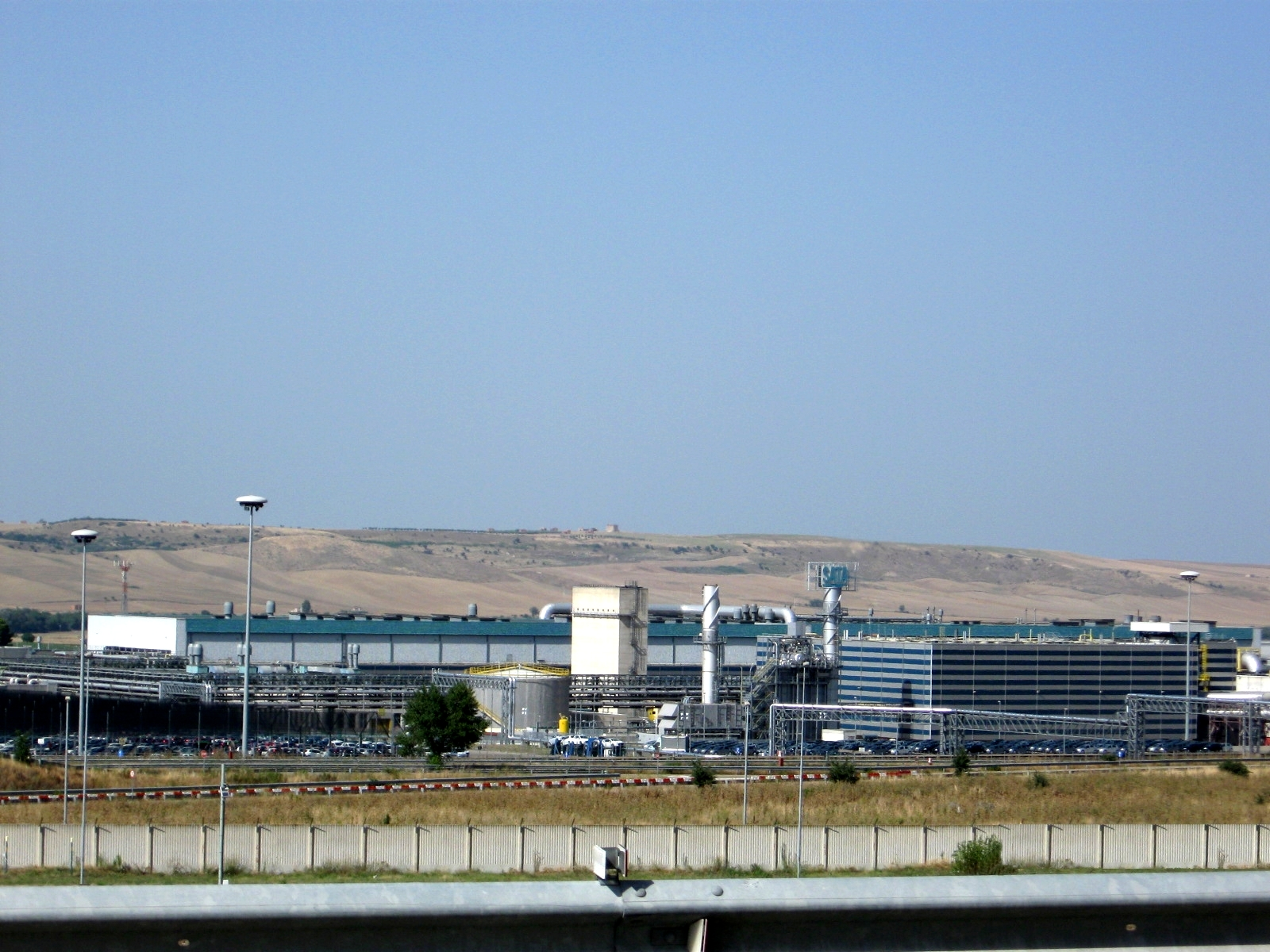
Vue générale de l'usine Fiat-SATA de Melfi

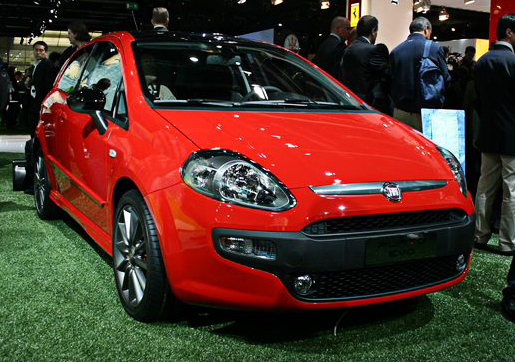
Fiat Punto EVO produite à Melfi

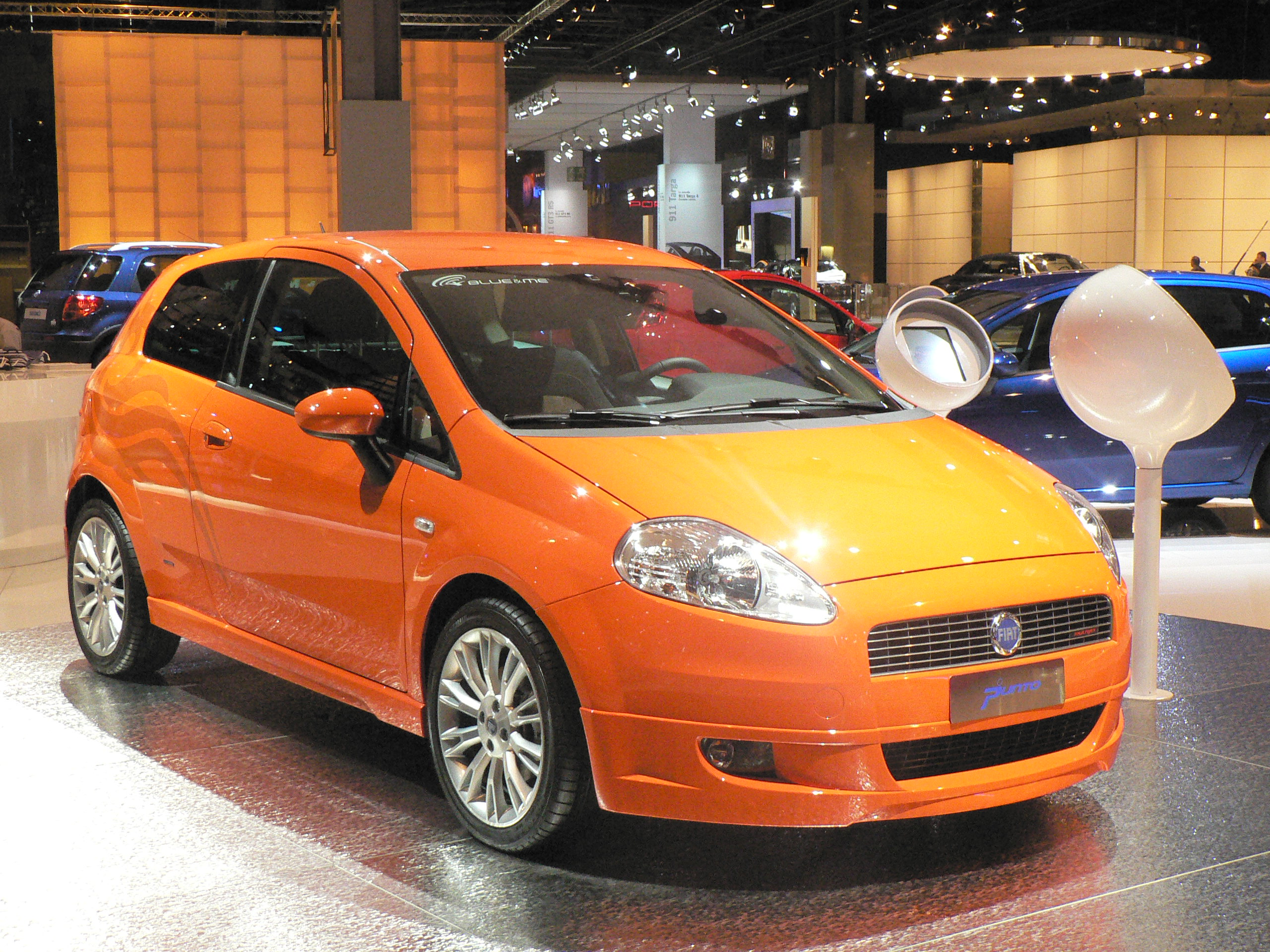
Fiat Grande Punto produite à Melfi

L'usine Stellantis Melfi ou Fiat-SATA, acronyme de Società Automobilistica Tecnologia Avanzata, Anciennement Fiat Melfi, est une usine de construction automobile de Fiat Group Automobiles S.p.A. filiale du groupe automobile multinational franco-italo-américain Stellantis.
Implantée sur la commune de Melfi, dans la Province de Potenza, région Basilicate, dans le sud de l'Italie. Sur un terrain d'environ 270 hectares, l'usine Fiat emploie 5 000 salariés directs et 4 000 salariés indirects parmi ses fournisseurs de composants ou de sous-ensembles. L'usine de Melfi est conçue pour être très fortement robotisée et a une productivité supérieure à toute autre usine automobile. C'est une des usines, sinon l'usine, avec la plus forte productivité au monde. Sa production annuelle est de 450 000 véhicules.

## Histoire
L'usine de Melfi fut édifiée entre 1991 et 1993 dans une région agricole qui n'avait jamais accueilli la moindre installation industrielle auparavant. C'est grâce aux aides gouvernementales et à la pression exercée sur la direction du groupe turinois que cette usine a pu voir le jour afin de donner une forte impulsion dans le développement économique et l'emploi. Sur les 6,6 milliards de £ires d'investissement total effectué par Fiat Auto S.p.A., quasiment la moitié a été couvert par des subventions ou des aides publiques. 
La production a débuté au mois de janvier 1994. Lors de son inauguration, Fiat insista sur le fait que l'usine était la plus moderne du monde et comprenait pas moins de 230 robots pour l'emboutissage, 66 pour les opérations de peinture et 36 dédiés à l'assemblage des voitures. 
Conçue initialement comme une usine intégrée, le concept a évolué avec la création de plusieurs modules jusqu'à la transformer en une usine modulaire, exemple de l'évolution du process de production chez Fiat. 
Depuis sa mise en service et jusqu'au 17 mai 2010, 5 000 000 de véhicules ont été fabriqués dans l'usine de Melfi.
Aujourd'hui, l'usine produit des véhicules pour le groupe Stellantis, avec le Jeep Compass, le Jeep Renegade ainsi que la Fiat 500X. Le groupe automobile a annoncé l'avenir de l'usine avec notamment avec la production de 4 nouveaux modèles électriques. 

## Productions
L'usine Fiat de Melfi produit actuellement quatre modèles :
- DS Nº8 : depuis 2025
- Jeep Compass : depuis 2019
- Jeep Renegade : depuis mars 2014,
- Fiat 500X : depuis juin 2014.

Depuis sa mise en service, elle a également produit :
- Fiat Punto (ZFA 176) 1re génération de 1994 à 1999 = environ 1 200 000 exemplaires,
- Fiat Punto II (ZFA 188) 2e génération 1999 à 2005 = 1 862 600 exemplaires,
- Fiat Punto III (ZFA 199) : de juillet 2011 à 2018
- Lancia Y (ZLA 840) : de 1995 à 2003 = 802 605 exemplaires,
- Lancia Ypsilon (ZLA 843) : de 2003 à son transfert à l'Usine Fiat-Termini Imerese en Sicile en juin 2005 = 137 843 exemplaires.
- Fiat Grande Punto (ZFA 199) : depuis le 1er septembre 2005,
- Fiat Punto Evo : depuis le 22 août 2009,